# Agnès Patron
Agnès Patron (* 19. Oktober 1984 in Paris) ist eine französische Animationsfilmerin.

## Leben
Patron besuchte das Pariser Lycée Condorcet, das sie 2002 mit dem Baccalauréat beendete. Sie schloss bis 2004 die classes préparatoires littéraires an, ein geisteswissenschaftlich ausgelegtes Vorbereitungsstudium, und studierte anschließend bis 2005 an der Université Paris 1 Panthéon-Sorbonne. Sie schloss ihr Studium mit der Licence im Bereich Geschichte ab. Es folgte von 2005 bis 2006 ein Studium an der Kunsthochschule Ateliers de Sèvres sowie von 2006 bis 2011 ein Animationsfilmstudium an der École nationale supérieure des arts décoratifs (ENSAD). Während des Studiums erschien 2009 ihr erster Animationsfilm La valse du pendu. Der mit Tinte in Glasgravur animierte Film lief auf mehreren Festivals, darunter 2009 auf dem Puchon International Student Animation Festival.
Patrons Abschlussfilm an der ENSAD war 2011 der Kurzanimationsfilm La veuve Caillou. Dieser wurde wie bereits La valse du pendu ebenfalls mithilfe von Glasgravur und Tinte animiert. Auf dem Filmfest Dresden erhielt La veuve Caillou eine Nominierung für den Goldenen Reiter im internationalen Wettbewerb. In Zusammenarbeit mit Cerise Lopez entstand anschließend bis 2016 der Animationsfilm Chulyen, histoire de corbeau, der mit Cut Outs und Zeichnungen auf Papier und Cels animiert wurde. Die Geschichte um ein Wesen, halb Mensch, halb Krähe, basiert auf der Erzählung The Crow Story aus Bill Vaudrins Legendensammlung Tanaina Tales from Alaska. Der Film lief unter anderem im Juni 2015 auf dem Festival d’Animation Annecy, im September 2015 auf dem Ottawa International Animation Festival, im November 2015 auf dem Festival up-and-coming in Hannover, im Februar 2016 auf dem Festival du Court-Métrage de Clermont-Ferrand sowie im März 2016 auf dem Festival Tricky Women/Tricky Realities in Wien. Im Jahr 2016 war der Film als eines von zwölf Werken Teil der Vorauswahl für den César in der Kategorie Bester animierter Kurzfilm. Einen César in der Kategorie Bester animierter Kurzfilm gewann Patron schließlich 2021 für ihren 2019 veröffentlichten Kurzfilm Die Stunde des Bären. Am mit Aquarellfarben auf schwarzem Papier handanimierten Film hatte Patron seit 2016 gearbeitet. Die Stunde des Bären wurde im Mai 2019 auf den Internationalen Filmfestspielen von Cannes uraufgeführt, wo er im Wettbewerb um die Goldene Palme für den besten Kurzfilm lief, und war anschließend unter anderem auf dem Toronto International Film Festival zu sehen.

## Filmografie
- 2009: La valse du pendu
- 2011: La veuve Caillou
- 2016: Chulyen, histoire de corbeau
- 2019: Die Stunde des Bären (L’heure de l’ours)

## Auszeichnungen (Auswahl)
- 2012: Nominierung Goldener Reiter, Filmfest Dresden, für La veuve Caillou
- 2016: NTR Go Short Award des Festivals Go Short, Nijmegen, für Chulyen, histoire de corbeau
- 2019: Nominierung Goldene Palme/Bester Kurzfilm, Internationale Filmfestspiele von Cannes, für Die Stunde des Bären
- 2019: Gold Hugo als bester animierter Kurzfilm, Chicago International Film Festival, für Die Stunde des Bären
- 2019: Nominierung Short Cuts Award als bester internationaler Kurzfilm, Toronto International Film Festival, für Die Stunde des Bären
- 2020: Preis der Jury, Aspen Shortsfest, für Die Stunde des Bären
- 2020: Grand-Prix-Nominierung im internationalen Wettbewerb, Internationales Trickfilm-Festival Stuttgart, für Die Stunde des Bären
- 2021: César, Bester animierter Kurzfilm, für Die Stunde des Bären